# Lepthyphantes exvaginatus
Lepthyphantes exvaginatus là một loài nhện trong họ Linyphiidae.
Loài này thuộc chi Lepthyphantes. Lepthyphantes exvaginatus được Christa L. Deeleman-Reinhold miêu tả năm 1984.